# Party Animals (jogo eletrônico)
Party Animals é um jogo multijogador de festa  desenvolvido pela Recreate Games e publicado pela Source Technology. Disponível para Microsoft Windows, Xbox One, Xbox Series X|S e PlayStation 5. Uma versão demo do jogo estava disponível como teste gratuito de 16 de junho de 2020 a 21 de junho de 2020, durante o Steam Game Festival: Summer Edition e de 4 de outubro de 2020 a 13 de outubro de 2020, durante o Steam Game Festival: Edição de Outono.

## Jogabilidade
Party Animals é um jogo de luta competitivo baseado em física, onde os jogadores jogam como vários animais, incluindo cachorros, gatinhos, patos, coelhos, tubarões, dinossauros e até unicórnios. Os animais podem socar, atirar, pular, chutar e dar cabeçadas uns nos outros. Eles também são capazes de pegar uma variedade de armas. Ao receber um certo número de danos, os jogadores são temporariamente nocauteados.  Na maioria dos casos, eles se recuperam e voltam à luta, a menos que sejam jogados para fora do mapa ou em vários perigos. ↵Atualmente, o jogo abrange dois modos de jogo, Last Stand, uma escaramuça livre para todos e Snatch Squad, um objetivo  modo de jogo estilo capturar a bandeira baseado em.[carece de fontes?] Em Last Stand, o jogador luta contra até 7 outros animais com o objetivo de ser o último sobrevivente. No Snatch Squad, os jogadores são divididos em duas equipes de até quatro jogadores cada e lutam por gomas no centro da arena que podem ser jogadas no fosso de sua equipe para ganhar pontos.  De acordo com o site oficial do jogo, existem atualmente quatro mapas e onze personagens jogáveis.

## Desenvolvimento
O jogo foi desenvolvido pela Recreate Games, um estúdio de jogos fundado por Luo Zixiong, ex-diretor de design da Smartisan. O jogo foi lançado pela primeira vez no Twitter em setembro de 2019. As demos abertas do jogo foram disponibilizadas ao público em junho e outubro de 2020 por curtos períodos de tempo.  Os desenvolvedores revelaram em um comunicado à imprensa de 1º de julho de 2020 que o jogo será lançado para consoles no futuro.
Em 25 de maio de 2022, os desenvolvedores lançaram uma atualização afirmando que "o jogo ainda está em desenvolvimento e a data de lançamento prevista é para 2022, com possíveis atrasos devido a aprovações de qualidade e conformidade."

## Recepção
O jogo recebeu críticas em sua maioria positivas.  Durante o Steam Game Festival: Autumn Edition, atingiu um pico de 135.834 jogadores simultâneos, tornando-se o quarto jogo mais jogado no Steam. O jogo acumulou um grande número de espectadores no Twitch, com mais de 113.000 espectadores assistindo a transmissões de jogo.